# Anne Blanc
Anne Blanc (født 20. juli 1966 i Rodez, Aveyron, Occitanie) er en fransk politiker fra La République en marche ! (LREM). Hun blev valgt til Nationalforsamlingen den 18. juni 2017 som repræsentant for anden kreds i departementet Aveyron.
Indtil 2016 var hun radikal.

## Medlem af departementsrådet for Aveyron
Den 29. marts 2015 blev Anne Blanc medlem af departementsrådet for Aveyron.

## Borgermester for Naucelle
Den 19. marts 2001 blev Anne Blanc borgmester for Naucelle nær Rodez.
1. ↑  Navnet er anført på engelsk og stammer fra Wikidata hvor navnet endnu ikke findes på dansk.